# 多轎廂電梯

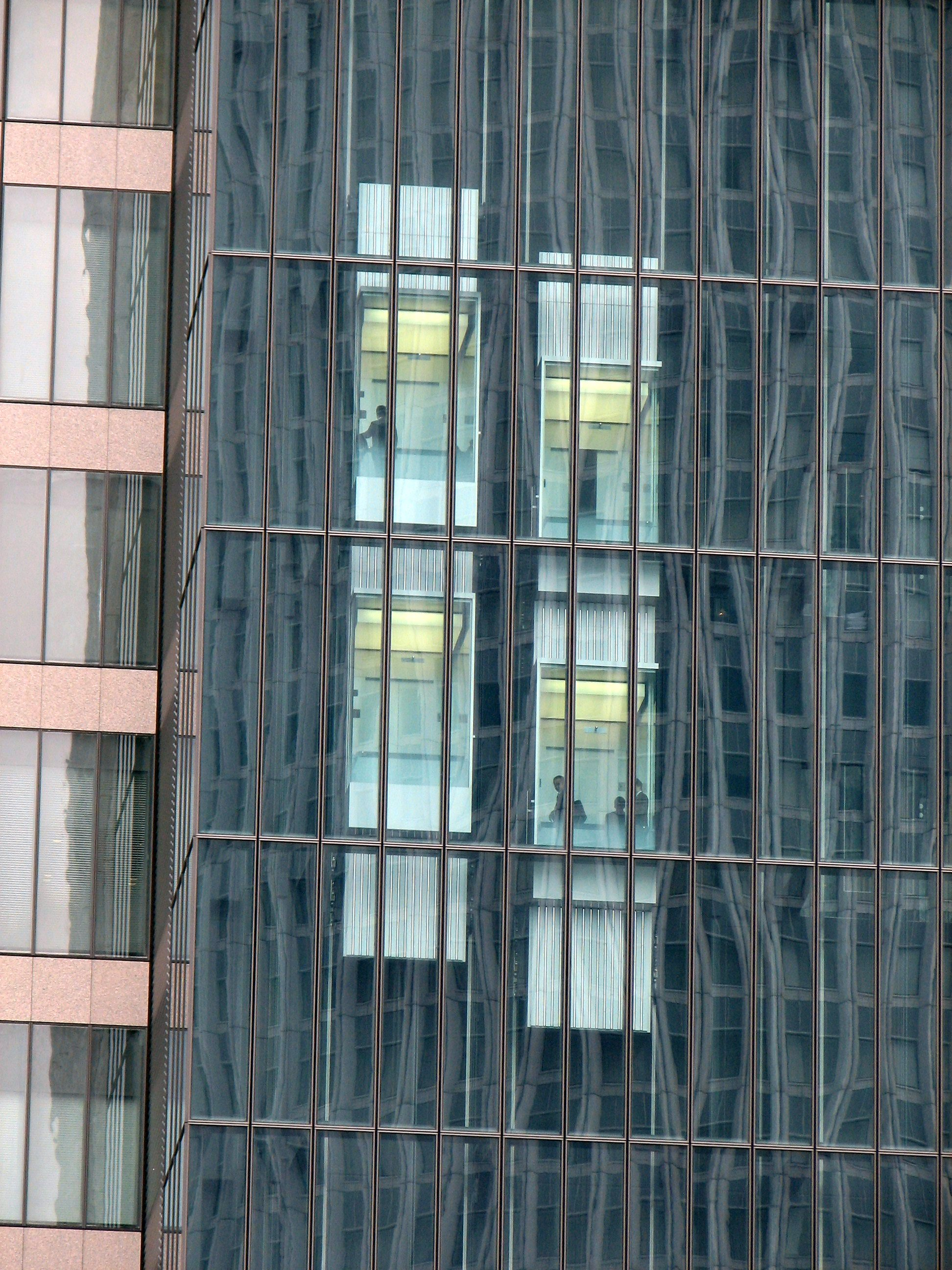
日本名古屋中部地方廣場大廈的雙層電梯

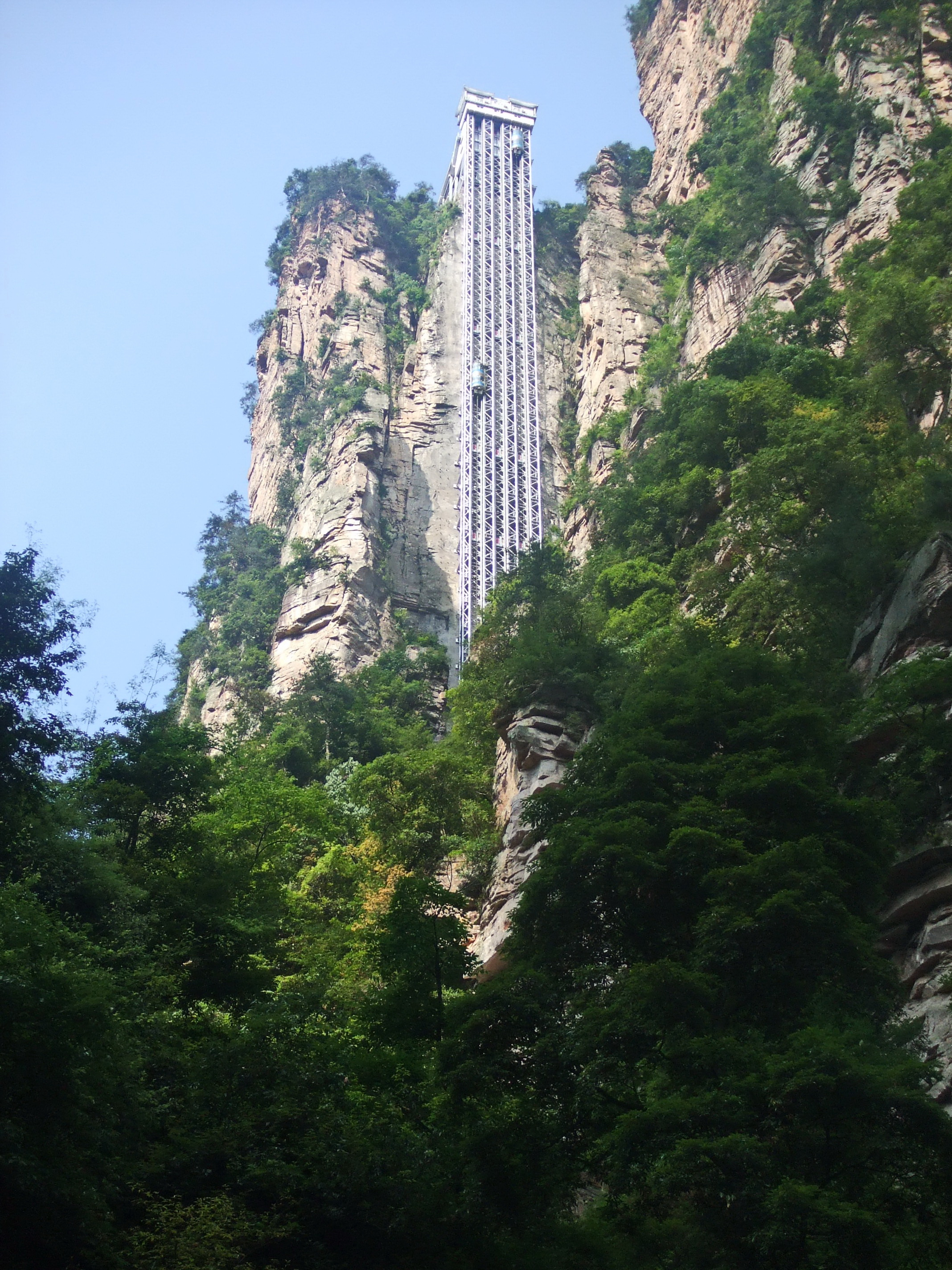
湖南张家界百龙天梯

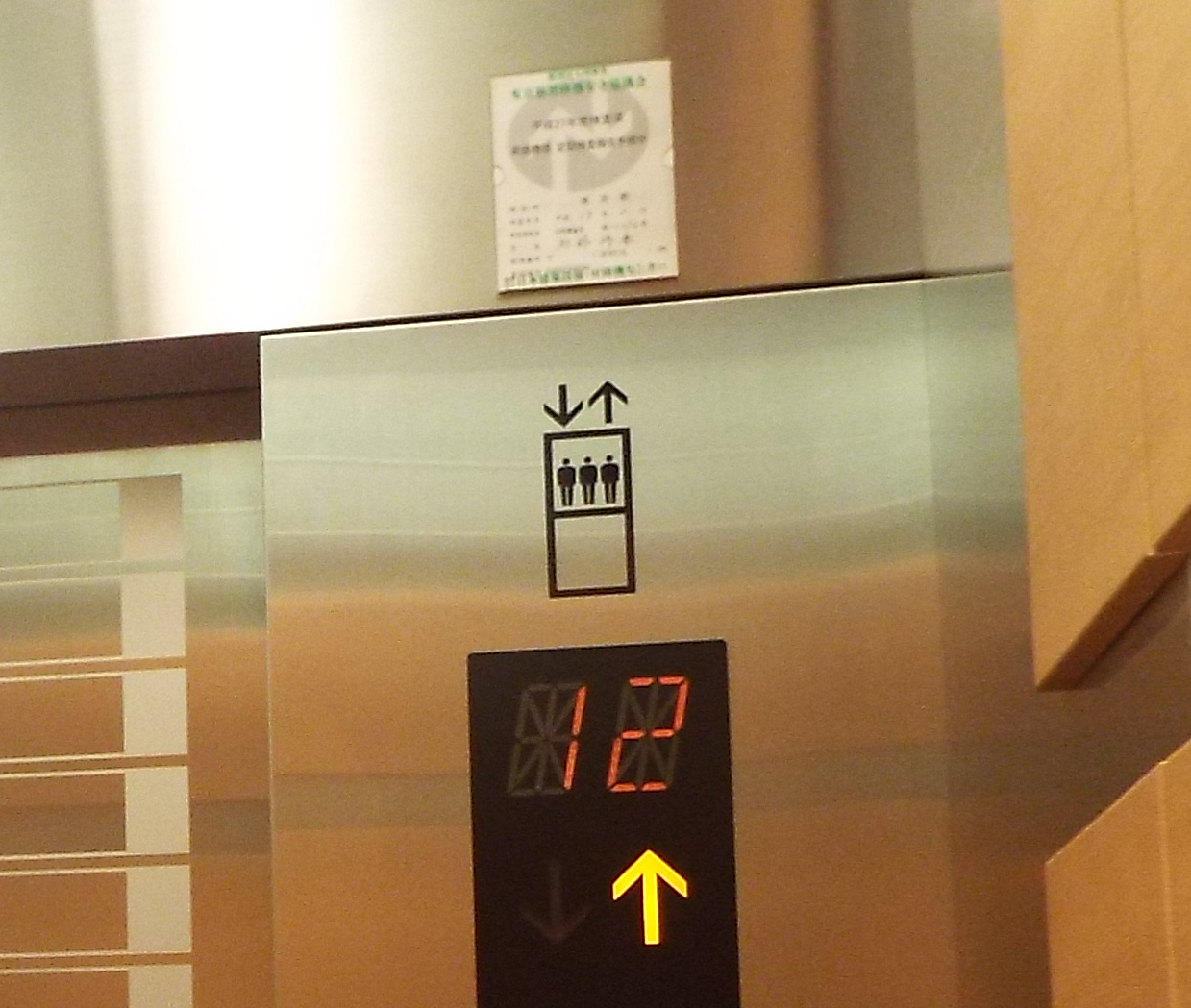
六本木新城森大樓电梯的上层轎廂

多轎廂電梯是指一個井道中同時存在多個轎廂的電梯設計，可以增加載客量，規避單層電梯每層停靠的缺點，提升運載效率。在同等運量下，多轎廂電梯可以節省建築核心空間。在摩天大樓中，由於運量要求極大，多轎廂電梯可以使空間利用更高效。雙轎廂電梯（Tandem Elevator）是多轎廂電梯的一種，一般爲兩個轎廂垂直並排，可以同時在奇數層和偶數層接駁乘客。目前常見的多轎廂電梯幾乎全爲雙轎廂，僅有少量特例，比如蒂森克虜伯（現蒂森電梯）的TWIN系統允許兩個轎廂共井道分別運行，MULTI系統允許多轎廂，每個轎廂有單獨的線性電機，可以讓轎廂在垂直和水平兩個方向上移動。一般允許兩個轎廂同時工作在相鄰兩層。

## 基本結構
多轎廂電梯根據設計可分為固定聯結式（如相鄰雙層轎廂）與獨立控制式（如TWIN系統）。前者通常共用牽引機與控制系統，後者則分別配置。井道內需設置避讓區域與安全間隔，防止轎廂之間發生碰撞。獨立控制式電梯可以在同一竖井内安装多个相互耦合的轿厢，每个轿厢由各自的提升缆绳提升，从而实现每个轿厢的独立运行。竖井内的电梯轿厢运行方式类似于在短距离铁轨上串行的火车，但所有电梯轿厢在任何时间只能沿同一方向行驶。MULTI系統則採用無纜繩設計，由蒂森電梯設計的專有技術控制。

## 運行方式
雙轎廂系統常見的運行方式包括：
| 模式                        | 解釋                                                           |
| --------------------------- | -------------------------------------------------------------- |
| 基本模式（1/1/m/n/1）       | 所有轎廂服務整個區間內所有樓層                                 |
| 奇偶分層模式（1/2/m/n/1）   | 每部轎廂僅服務奇數或偶數樓層，以減少停靠次數                   |
| 雙轎廂同步模式（2/2/m/n/2） | 上下兩個轎廂固定連結，分別服務奇數與偶數樓層，主層分為上下兩層 |
| 快速跳層模式（2/0/m/n/2）   | 每個雙轎廂單次僅服務特定一對樓層，大幅減少中途停靠時間         |

## 外部鏈接
- TK Elevator TWIN
- TK Elevator MULTI
- How do they work? (YouTube)
- Skytrak (YouTube)